# Bermejales (Orocovis)
Bermejales es un barrio ubicado en el municipio de Orocovis en el estado libre asociado de Puerto Rico. En el Censo de 2010 tenía una población de 500 habitantes y una densidad poblacional de 103,29 personas por km².

## Geografía
Bermejales se encuentra ubicado en las coordenadas 18°10′30″N 66°25′21″O / 18.17500, -66.42250. Según la Oficina del Censo de los Estados Unidos, Bermejales tiene una superficie total de 4,84 km², que corresponden a tierra firme.

## Demografía
Según el censo de 2010, había 500 personas residiendo en Bermejales. La densidad de población era de 103,29 hab./km². De los 500 habitantes, Bermejales estaba compuesto por el 67,4% blancos, el 5,8% eran afroamericanos, el 2,2% eran amerindios, el 6,2% eran de otras razas y el 18,4% pertenecían a dos o más razas. Del total de la población el 99,8% eran hispanos o latinos de cualquier raza.